# Selvitsa humeralis
Selvitsa humeralis är en insektsart som beskrevs av Victor Antoine Signoret 1853. Selvitsa humeralis ingår i släktet Selvitsa och familjen dvärgstritar. Inga underarter finns listade i Catalogue of Life.